# Quand je deviendrai un géant
Pour plus de détails, voir Fiche technique et Distribution.
Quand je deviendrai un géant (Когда я стану великаном) est un film soviétique réalisé par Inna Toumanian, sorti en 1978,.

## Fiche technique
- Photographie : Valeri Ginzburg
- Musique : Evgeni Gevorgian
- Décors : Boris Komiakov
- Montage : Elena Zabolotskaia